# Бар-Кох
Бар-Кох (араб. مقاطعة بحر كوه‎, Muqāṭaʿâtu Baḥri Kūh, фр. Barh Kôh) — один из трёх департаментов административного региона Среднее Шари в республике Чад. Столица департамента расположена в Сархе, третьем по величине (после Нджамены и Мунду) городе Чада.

## Население
По данным переписи населения, в 2009 году в департаменте проживали 306 775 человек (152 178 мужчин и 154 597 женщин).

## Административное деление
Департамент Бар-Кох включает в себя 5 подпрефектур:
- Балимба;
- Корболь;
- Кумого;
- Мусафойо;
- Сарх.

## Префекты
- 9 октября 2008 года: Абдерахим Махамат Идрисс[3].